# Абросимов, Пётр
Пётр Абро́симов — резчик по дереву и плотник.

## Биография
Согласно предположениям исследователей, Пётр Абросимов был вывезен с территории Белоруссии во время войны России с Речью Посполитой 1654—1667 годов. Местом работы стала Палата резных и столярных дел Московского Кремля. После перевода в 1680 году в Александрову Слободу, где размещался в то время «новый потешный двор» царя, Петру стали доверять личные заказы самодержца. В 1682—1683 годах на Петра было возложено руководство артелью белорусских резчиков. Объединившись с артелью Клима Михайлова, Пётр со своей артелью принял участие в создании резных иконостасов для Новодевичьего и Донского монастырей в Москве. В 1683 году он вместе с товарищами был привлечён к изготовлению кресел, киотов и ящиков для хором царицы и великой княгини Марфы Матвеевны, а также киотов для образа «Успение Пресвятой Богородицы» для хором великой княгини Екатерины Алексеевны. С 1684 года занятием Петра стало изготовление шкатулок и подносных столов. В марте 1686 года был одним из участников создания резного иконостаса церкви Петра и Павла в Москве.